# Antione (figlio di Perifante)
Antione (in greco antico: Ἁντίων?, Antíōn) è un personaggio della mitologia greca.

## Genealogia
Figlio maggiore di Perifante ed Astyagyia (figlia di Ipseo), sposò Perimele che gli diede il figlio Issione.
La paternità di Issione è comunque controversa a seconda dei mitografi poiché secondo Igino è figlio di Ares o di Leonteo invece Strabone scrive che sia figlio di Flegias.

## Mitologia
Secondo la leggenda era un pronipote di Apollo ed il suo nonno paterno era Lapite, figlio di Apollo e Stilbe ed eponimo del popolo dei Lapiti.